# Construccions de pedra seca VIII (el Vilosell)
Construccions de pedra seca VIII és una obra del Vilosell (Garrigues) inclosa a l'Inventari del Patrimoni Arquitectònic de Catalunya.

## Descripció
És una cabana de pastor feta de carreus de pedra sense treballar. Està orientada cap al sud-est i situada en un marge que fa de contrafort. L'entrada, però, té tant la llinda com els muntants, són lloses de pedra ben escairades i de dimensions majors a la resta del carreuat. La coberta és una volta de pedra. Al seu interior hi ha una menjadora pels animals, un lloc per fer foc a terra, armaris a la paret i un altell fet de canyís, força malmès.